# Nicki Minajs diskografi
Nicki Minaj är en trinidadisk rappare. Hennes diskografi består av ett studioalbum, tre blandband och nitton singlar, varav tolv som gästartist. På high school sysslade Minaj med skådespel och musik och började sedan rappa. Hon upptäcktes av Lil Wayne och 2010 skrev hon kontrakt med Young Money Entertainment—en avdelning på Cash Money Records med distribution av Universal Motown. Hon har släppt tre blandband sedan 2007 och har varit gästartist på singlar av artister som Ludacris, Trey Songz och Jay Sean. Under 2010 hade hon fjorton låtar på Billboard Hot 100.
"Massive Attack" utgavs som Minajs första egna singel, men den uteslöts från hennes debutalbum på grund av dess klena prestation på listorna. Hennes nästa singel, "Your Love", nådde toppen av Billboard Rap Songs, vilket gjorde Minaj till den första kvinnliga soloartisten att uppnå detta sedan 2002. "Check It Out", en duett med sångaren och rapparen will.i.am, nådde topp trettio i Australien, Irland, Kanada, Nederländerna, Storbritannien och USA. Minajs nästa singlar, "Right Thru Me" och "Moment 4 Life", nådde topp tio på Billboard Hot R&B/Hip-Hop Songs och Rap Songs. Hennes debutalbum, Pink Friday, utgavs i november 2010 och nådde förstaplatsen på Billboard 200. Albumet har certifierats guld i Storbritannien och platina i USA.

## Album

### Studioalbum
| Titel       | Albumdetaljer | Högsta positioner | Högsta positioner | Högsta positioner | Högsta positioner | Högsta positioner | Högsta positioner | Sålda ex.        |
| Titel       | Albumdetaljer | AUS               | FRA               | IRL               | KAN               | UK                | USA               | Sålda ex.        |
| ----------- | --- | ----------------- | ----------------- | ----------------- | ----------------- | ----------------- | ----------------- | ---------------- |
| Pink Friday | - Släppt: 19 november 2010 - Skivbolag: Young Money, Cash Money, Universal Motown - Format: CD, digital nedladdning | 71                | 116               | 45                | 8                 | 34                | 1                 | - USA: 3,281 300 |

### Blandband
| Playtime Is Over                                    | - Släppt: 2007                                   | —  |
| Sucka Free                                          | - Släppt: 7 juli 2008 - Skivbolag: Be            | 95 |
| Beam Me Up Scotty                                   | - Släppt: 18 april 2009 - Skivbolag: Trapaholics | —  |
| "—" betecknar blandband som inte gick in på listan. |                                                  |    |

## Singlar

### Som huvudartist
| Titel                                             | År   | Högsta positioner | Högsta positioner | Högsta positioner | Högsta positioner | Högsta positioner | Högsta positioner | Högsta positioner | Högsta positioner | Album       |
| Titel                                             | År   | AUS               | IRL               | KAN               | NL                | UK                | USA               | USA R&B           | USA Rap           | Album       |
| ------------------------------------------------- | ---- | ----------------- | ----------------- | ----------------- | ----------------- | ----------------- | ----------------- | ----------------- | ----------------- | ----------- |
| "Massive Attack" (med Sean Garrett)               | 2010 | —                 | —                 | —                 | —                 | —                 | —                 | 65                | —                 | Inget album |
| "Your Love"                                       | 2010 | —                 | —                 | 43                | —                 | 71                | 14                | 4                 | 1                 | Pink Friday |
| "Check It Out" (med will.i.am)                    | 2010 | 21                | 14                | 14                | 27                | 11                | 24                | 100               | 14                | Inget album |
| "Right Thru Me"                                   | 2010 | —                 | —                 | 60                | —                 | 71                | 26                | 4                 | 3                 | Pink Friday |
| "Moment 4 Life" (med Drake)                       | 2010 | —                 | 37                | 34                | —                 | 22                | 13                | 1                 | 1                 | Pink Friday |
| "Did It On'em"                                    | 2011 | —                 | —                 | —                 | —                 | —                 | 55                | 5                 | 5                 | Pink Friday |
| "Super Bass"                                      | 2011 | —                 | —                 | —                 | —                 | —                 | —                 | —                 | —                 | Pink Friday |
| "Girls Fall Like Dominoes"                        | 2011 | —                 | —                 | —                 | —                 | 54                | —                 | —                 | —                 | Pink Friday |
| "—" betecknar singlar som inte gick in på listan. |      |                   |                   |                   |                   |                   |                   |                   |                   |             |

### Som gästartist
| Titel                                                     | År   | Högsta positioner | Högsta positioner | Högsta positioner | Högsta positioner | Högsta positioner | Högsta positioner | Högsta positioner | Högsta positioner | Certifikat     | Album                             |
| Titel                                                     | År   | AUS               | IRL               | KAN               | NZ                | UK                | USA               | USA R&B           | USA Rap           | Certifikat     | Album                             |
| --------------------------------------------------------- | ---- | ----------------- | ----------------- | ----------------- | ----------------- | ----------------- | ----------------- | ----------------- | ----------------- | -------------- | --------------------------------- |
| "Up Out My Face" (med Mariah Carey)                       | 2010 | —                 | —                 | —                 | —                 | —                 | 100               | 39                | —                 |                | Memoirs of an Imperfect Angel     |
| "My Chick Bad" (med Ludacris)                             | 2010 | —                 | —                 | —                 | —                 | —                 | 11                | 2                 | 2                 | - USA: Platina | Battle of the Sexes               |
| "Lil Freak" (med Usher)                                   | 2010 | —                 | —                 | —                 | —                 | 109               | 40                | 8                 | —                 |                | Raymond v. Raymond                |
| "Get It All" (med Sean Garrett)                           | 2010 | —                 | —                 | —                 | —                 | —                 | —                 | 83                | —                 |                | The Inkwell                       |
| "Woohoo" (med Christina Aguilera)                         | 2010 | —                 | —                 | 46                | —                 | 148               | 79                | —                 | —                 |                | Bionic                            |
| "Bottoms Up" (med Trey Songz)                             | 2010 | 74                | —                 | 51                | —                 | —                 | 6                 | 2                 | —                 |                | Passion, Pain & Pleasure          |
| "2012 (It Ain't the End)" (med Jay Sean)                  | 2010 | 40                | 44                | 23                | 9                 | 9                 | 31                | —                 | —                 | - NZ: Guld     | Freeze Time                       |
| "Letting Go (Dutty Love)" (med Sean Kingston)             | 2010 | 73                | —                 | 35                | 23                | —                 | 36                | 51                | —                 |                | TBA                               |
| "Monster" (med Kanye West, Jay-Z, Rick Ross och Bon Iver) | 2010 | —                 | —                 | 43                | —                 | 146               | 18                | 30                | 15                |                | My Beautiful Dark Twisted Fantasy |
| "I Ain't Thru" (med Keyshia Cole)                         | 2010 | —                 | —                 | —                 | —                 | —                 | —                 | 65                | —                 |                | Calling All Hearts                |
| "Raining Men" (med Rihanna)                               | 2010 | —                 | —                 | —                 | —                 | 142               | —                 | 48                | —                 |                | Loud                              |
| "The Creep" (med The Lonely Island och John Waters)       | 2011 | —                 | —                 | 90                | —                 | —                 | 82                | —                 | —                 |                | Turtleneck & Chain                |
| "—" betecknar singlar som inte gick in på listan.         |      |                   |                   |                   |                   |                   |                   |                   |                   |                |                                   |